# Diga del Coxinas
La diga del Coxinas è uno sbarramento artificiale situato in territorio di Villacidro, provincia del Medio Campidano. È realizzata per scopi agricoli e idropotabili sull'omonimo corso d'acqua.
La diga, edificata tra il 1966 e il 1967 su progetto degli ingegneri Roberto Binaghi e Francesco Matta, è di tipo murario a gravità ordinaria. Ha un'altezza di 22,30 metri calcolata tra quota coronamento e punto più basso del piano di fondazione,.
Alla quota di massimo invaso, prevista a m 505 s.l.m. il suo volume è di 0,192 milioni di m³.
L'impianto, di proprietà della Regione Sardegna, fa parte del sistema idrico multisettoriale regionale ed è gestito dall'Ente acque della Sardegna.